# Kansanshi

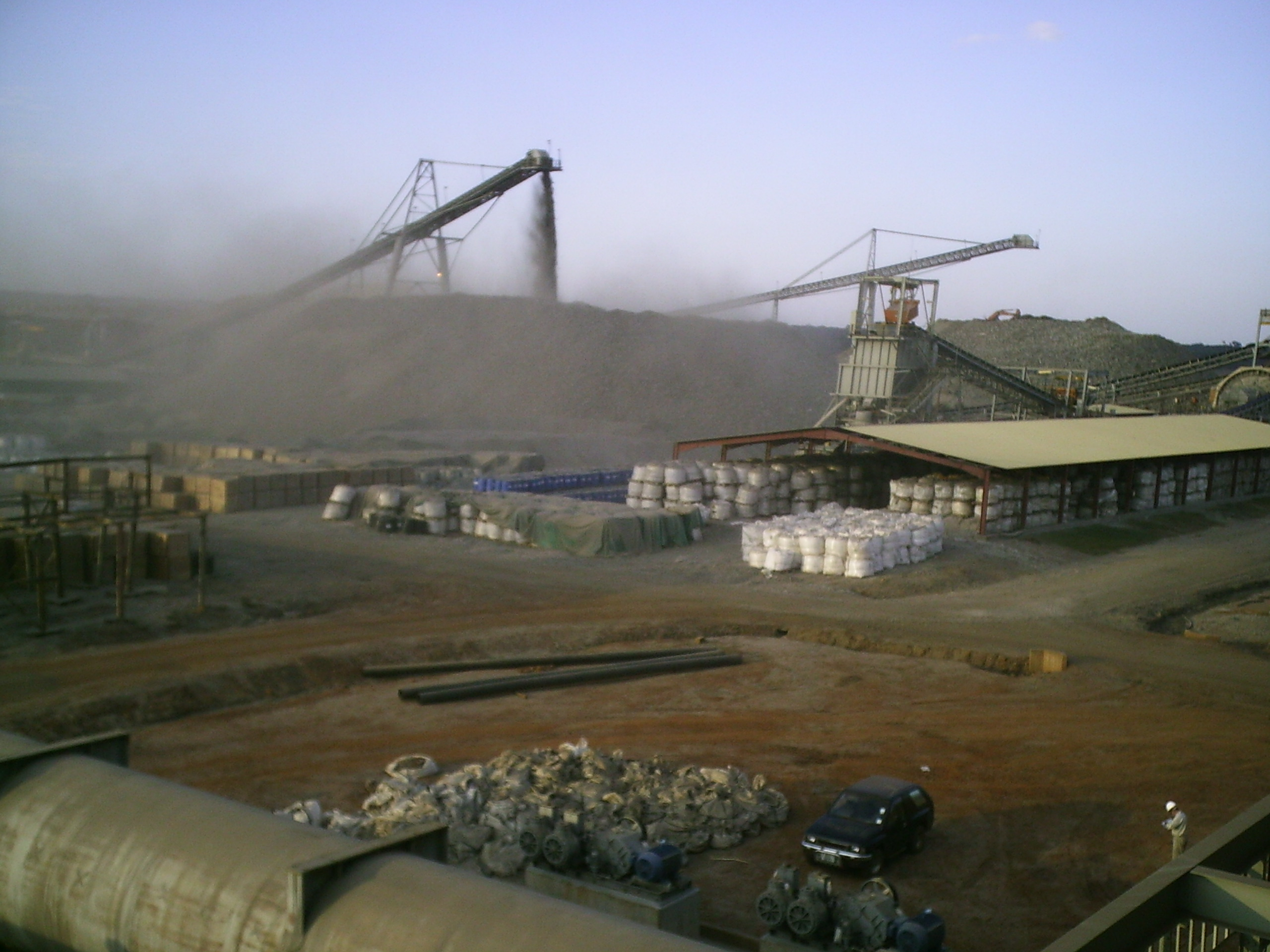
Tagebau

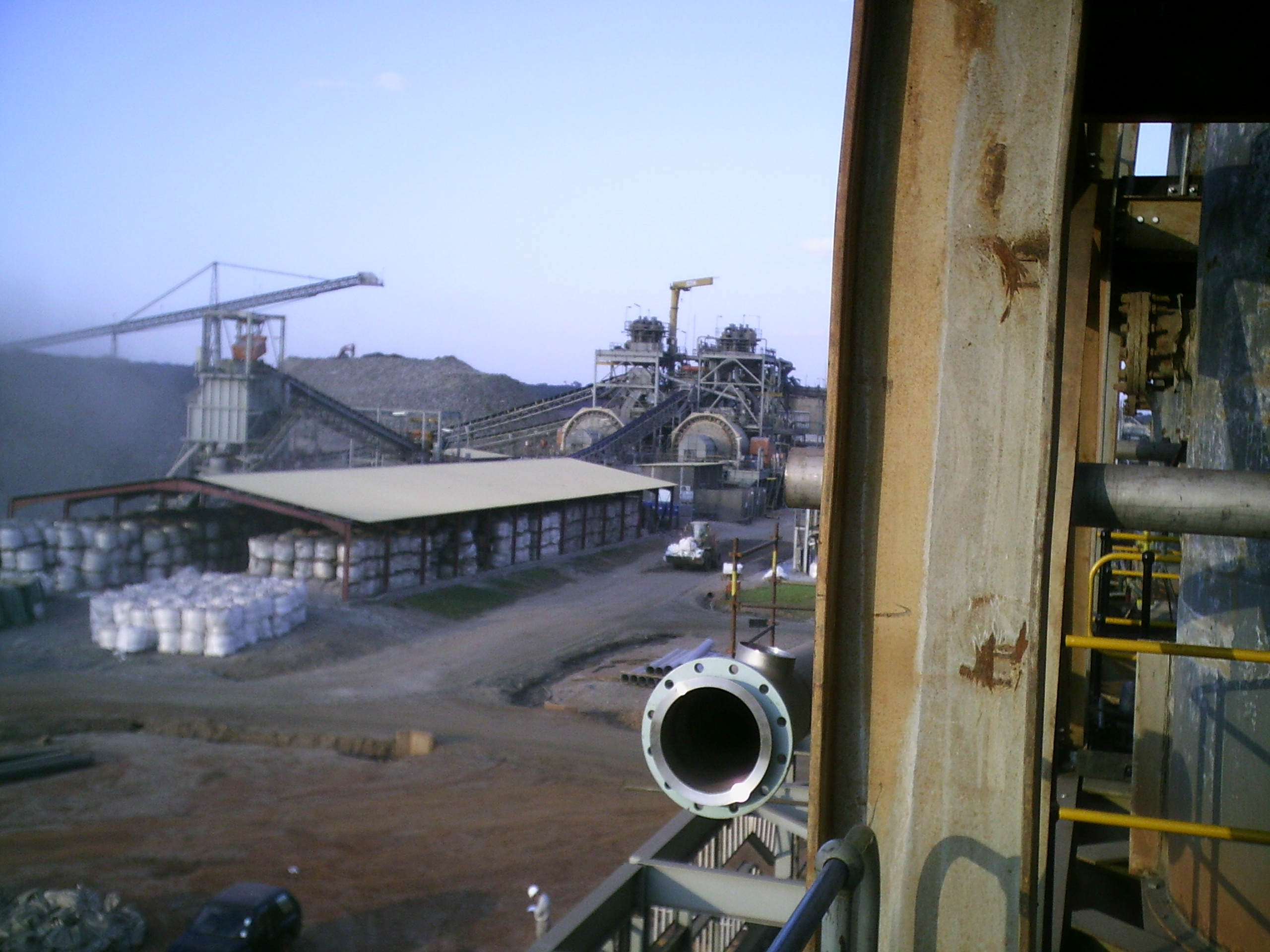
Brecheranlage

Kansanshi ist eine Bergbaustadt in der Nordwestprovinz Sambias. Sie liegt etwa 14 Kilometer nördlich von Solwezi, 15 Kilometer südlich der Grenze zur Demokratischen Republik Kongo auf 1200 Meter Meereshöhe. Kansanshi hat 41.000 Einwohner und liegt am Westende des afrikanischen Kupfergürtels.

## Geschichte
Der Kupferbergbau in Kansanshi reicht bis in die Zeit vor 1000 n. Chr. zurück. Vom 16. bis zum 19. Jahrhundert erlebte er eine Blütezeit, seit 1908 wird Kupfer mit industriellen Methoden gewonnen.

## Wirtschaft
Kansanshi verdankt seine Existenz ausschließlich dem Kupfer. Demzufolge hängt das wirtschaftliche Wohlergehen der Stadt unmittelbar von der Entwicklung der Weltmarktpreise für Kupfer ab.

In den 1980er Jahren ging es mit dem Ort bergab, 1986 sank die Jahresförderung auf 1.000 Tonnen Kupfer, was nahezu der Einstellung des Bergbaus gleichkam. Nach der Jahrtausendwende wurde die englisch Kansanshi Mine privatisiert und Kansanshi erlebte durch den steigenden Kupferpreis einen Wiederaufschwung. Der Ort wurde Ende 2004 sogar wieder an das nationale Stromnetz angeschlossen. 2005 wurde durch Kansanshi Mining PLC, ein Tochterunternehmen von First Quantum Minerals ein neuer Tagebau eröffnet, wofür 250 Millionen US-Dollar investiert wurden. Derzeit (2012) werden jährlich 261.351 Tonnen Kupfer und 136.056 Unzen Gold produziert. Die Times of Zambia drückte die mit dem Bergwerk verbundene Hoffnung aus: „Kansanshi mine will do for Zambia what many other projects have failed to effect.“ (Kansanshi wird für Sambia das bewirken, was anderen Projekten misslang.) Das wäre dann der größte Kupferbergbau des Landes. 2012 waren 1700 Menschen im Bergwerk beschäftigt und die Restlaufzeit des Tagebaus wurde auf 17 Jahre beziffert.
Dementsprechend sollte Kansanshi bis 2010 über eine neue Eisenbahnstrecke über Mwinilunga und die Benguelabahn mit dem angolanischen Hafen Lobito verbunden werden.

## Tourismus
Der Ort Kansanshi besteht praktisch nur aus dem Bergwerk. Urbanes Leben in der Nachbarschaft findet sich in Solwezi, einer Stadt mit Infrastruktur zum Wohnen. Kansanshi ist gewissermaßen das Industrieviertel von Solwezi.